# Dybdepsykologi
Dybdepsykologi er en fremtrædende del af psykologien, som arbejder med de ubevidste lag i personligheden. Dybdepsykologi fokuserer således på at udforske og forstå de ubevidste processer og motiver, der ligger bag menneskelig adfærd og oplevelser. Inden for dybdepsykologien antages det, at mange af vores tanker, følelser og adfærdsmønstre stammer fra dybtliggende, ubevidste konflikter, traumer og ønsker. Gennem dybdeterapeutisk samtale forsøger dybdepsykologien at bringe disse ubevidste elementer frem i lyset, så de kan forstås og bearbejdes.
Dybdepsykologien fortsætter med at inspirere og påvirke terapeutisk praksis, især inden for psykoanalyse, psykodynamisk psykoterapi og jungiansk terapi samt eksistentiel psykoanalyse, hvor dybdeforståelse af klientens ubevidste indhold og dynamik er central. Derudover har flere moderne terapiformer integreret dybdepsykologiske principper med andre tilgange for at skabe mere effektive og holistiske terapeutiske metoder. Det drejer sig blandt andet om integrativ psykoterapi, dialektisk adfærdsterapi, mindfulness baseret terapi, eksistentiel-humanistisk psykoterapi, skematerapi, emotionsfokuseret terapi og Transpersonlig psykoterapi.

## Hovedtræk
Dybdepsykologi har flere centrale træk, der adskiller den fra andre tilgange inden for psykologien. Dybdepsykologien anerkender betydningen af det ubevidste sind og undersøger de skjulte tanker, følelser og motiver, der påvirker en persons adfærd uden for deres bevidste erkendelse. Da det ubevidste ikke kan iagttages direkte, kommer det til udtryk indirekte, for eksempel gennem drømme eller fysiske symptomer. En person, der ubevidst protesterer mod at blive undertrykt, kan således udvikle en kronisk hovedpine. Det gælder altså om at tyde den underliggende mening i et symptom.
Dybdepsykologien undersøger de indre konflikter, der opstår mellem forskellige aspekter af personligheden, og hvordan disse konflikter kan resultere i forsvarsmekanismer. Dybdepsykologien ser også på betydningen af symboler, myter og drømme som udtryk for det ubevidste. Dybdepsykologien anvender psykoterapeutiske metoder til at udforske og arbejde med det ubevidste, med det formål at fremme selvindsigt, personlig vækst og helbredelse.

## Historie
Ideen om det ubevidste har rødder i flere forskellige ældre traditioner og discipliner, og den kan spores langt tilbage i historien. Før psykoanalysen var der også flere betydningsfulde figurer og skoler inden for nyere og moderne psykologi og filosofi, hvis arbejde bidrog til udviklingen af ideer, der senere ville informere dybdepsykologien.
Arthur Schopenhauer var en tysk filosof, der levede fra 1788 til 1860. Han var kendt for sine tanker om viljen som den grundlæggende drivkraft i universet og dens indflydelse på menneskelig adfærd og lidelse. Schopenhauers tanker om viljen som en fundamental kraft, der driver alt liv, kan ses som en forløber for ideen om det ubevidste, som senere blev central i dybdepsykologien. Han argumenterede for, at menneskelig adfærd og beslutninger ofte er motiveret af ubevidste drifter og impulser, der ligger uden for vores bevidste opfattelse. Hans filosofiske arbejde haft en betydelig indflydelse på senere dybdepsykologer,
Friedrich Nietzsche undersøgte dybden af det menneskelige sind og udforskede ideer om vilje til magt, selvrealisering og de dybere lag af menneskelig eksistens. Hans tanker omkring undertrykte drifter og behov for selvudtryk har haft indflydelse på senere psykoanalytiske teorier.
Før psykoanalysen eksperimenterede flere forfattere og kunstnere med idéen om det ubevidste gennem deres arbejde. Eksempler inkluderer digtere som William Wordsworth, der skrev om "subliminale" tanker, og forfattere som Edgar Allan Poe og Fjodor Dostojevskij, hvis værker ofte udforskede dybden af den menneskelige psyke og de skjulte motiver bag adfærd.
Den franske læge Jean-Martin Charcot, arbejdede med hysteri og hypnose og bidrog til udviklingen af begrebet "dynamiske neuroser", hvilket var et tidligt forsøg på at forstå de ubevidste processer i sindet. En fransk psykolog, der arbejdede tæt sammen med Charcot, Pierre Janet bidrog til udviklingen af forståelsen af det ubevidste sind, især gennem sit arbejde med dissociative lidelser og teorier om subpersonligheder.
Dybdepsykologien begyndte for alvor med psykoanalysen, som Sigmund Freud (1856-1939) udviklede. Han brugte betegnelsen "ubevidst" om alt det, som personen ikke vil vedkende sig, for eksempel aggression og bestemte seksuelle impulser. De "anstødelige" drifter forvises til det ubevidste gennem fortrængning.
Den schweiziske psykiater Carl Gustav Jung (1875-1961) fremkom med den måske mest afgørende nyskabelse i dybdepsykologien, nemlig begrebet det kollektive ubevidste. Jung mente, at der i mennesker - ud over det personlige ubevidste - er et fælles, evolutionært nedarvet psykisk system – det kollektive ubevidste – der indeholder grundformer for psyken, handlinger og oplevelser. Disse grundformer kaldte Jung arketyper. Centralt for hans syn på personligheden er, at personlig udvikling nås gennem dybere kontakt med det kollektive ubevidste. Jung mente, at man gennem denne kontakt kunne opnå et Selv. I et dybdepsykologisk perspektiv vil det sige, at en person at få afbalanceret og organiseret personlighedens hovedstrukturer. De arketypiske grundformer skabes således ud fra det kollektive ubevidste.
Drømme anses af Jung - ligesom af Freud - for at være en vigtig vej til forståelse af personligheden. Men modsat Freud, der ser drømme som behovstilfredsstillelse, tolker Jung drømme i et bredere perspektiv. Arketyper viser sig nemlig i symbolsk form i drømme og kan derfor give et bredere indblik i hele personligheden. Drømmetydning kan således ifølge Jung være en vigtig brik i den personlige udvikling, da man i drømme kan få adgang til ubevidste holdninger og dermed få mulighed for at afbalancere sin personlighed. Dermed kan man hele splittelsen mellem det bevidste og det ubevidste.
Alfred Adler var en anden tidlig elev af Freud, der senere udviklede sin egen psykologiske teori, kendt som individualpsykologi. Hans fokus på individets stræben efter magt og formål, samt betydningen af sociale faktorer i personlighedsudvikling, har også haft indflydelse på dybdepsykologien.
Efter Freud og Jung opstod der forskellige retninger inden for psykoanalysen, såsom ego-psykologi, objektrelationsteori, og selvpsykologi. Disse retninger fokuserede på forskellige aspekter af personlighedens udvikling og betoningen af forskellige psykologiske processer.
Transaktionsanalysen er en dybdepsykologisk tilgang, der blev udviklet af Eric Berne i midten af det 20. århundrede. Berne var oprindeligt en psykoanalytiker, men han udviklede senere sin egen teori og terapeutiske metode, der fokuserede på kommunikation og interaktioner mellem mennesker. Tilgangenen ser på analyse af interpersonelle transaktioner, ego-tilstande og livsskripter. Transaktionel analyse undersøger, hvordan individets adfærd og interaktioner formes af tidlige barndomserfaringer og interne psykologiske processer og hvordan disse kan ændres gennem terapi.
Transpersonlig psykologi blev udviklet i 1960'erne og 1970'erne som en reaktion mod mere traditionelle, videnskabeligt baserede tilgange til psykologi. Transpersonlig psykologi integrerer ofte spirituelle og mystiske erfaringer i dens tilgang til forståelse af den menneskelige psyke. Det betragter åndelighed som en central del af menneskelig vækst og udvikling.
Jungs arbejde fortsatte med at påvirke dybdepsykologien, og analytisk psykologi forblev en betydelig retning med dens fokus på symbolsk forståelse og integration af modsætninger. Efter Jung har der udviklet sig flere retninger inden for jungiansk psykologi, såsom arketypepsykologi, sandhedssøgende psykologi og bæredygtig psykologi. Disse retninger udforsker forskellige aspekter af Jungs teorier og deres relevans for moderne samfund og individuel udvikling.
Nyere former for dybdepsykologi fortsætter med at udvikle sig i tråd med moderne forståelser af psykologi, kultur og samfund. Mens traditionelle former for dybdepsykologi, såsom psykoanalysen, stadig spiller en rolle, er der flere nye tilgange og retninger, som er opstået for at adressere nutidige behov og udfordringer.
Der ses en stigende interesse for at koble dybdepsykologi med andre tilgange i psykoterapi og psykologisk praksis, hvilket kan være gavnligt for at tilpasse behandlingen til klientens individuelle behov og omstændigheder.

## Tilgange
Der er flere tilgange til dybdepsykologi, hver med deres egne teoretiske perspektiver, metoder og fokusområder. Nogle af de mest kendte tilgange inkluderer:

### Psykoanalyse
Psykoanalysen blev grundlagt af Sigmund Freud og ser på at udforske ubevidste processer, barndomsoplevelser og dynamikken mellem id, ego og superego. Terapeuten hjælper klienten med at udforske og forstå ubevidste konflikter og motiver, ofte ved hjælp af frie associationer, drømmetydning og analyse af modstande og forsvarsmekanismer.

### Analytisk psykologi
Grundlagt af Carl Gustav Jung, fokuserer den analytiske psykologi på at udforske det kollektive ubevidste, arketyper, symboler og individuation. Terapeuten hjælper klienten med at udforske og integrere de symbolske og dybere lag af psyken gennem samtaler, drømmearbejde og udforskning af individuelle myter og narrative.

### Individualpsykologi
Grundlagt af Alfred Adler og fokuserer på individets stræben efter magt, sammenhørighed og betydning i samfundet. Adler mente, at individets personlighed og adfærd er formet af deres tidlige sociale miljø og deres mål om at overvinde mindreværdskomplekser og opnå social anerkendelse. Terapeuten hjælper klienten med at udforske deres livsstil, motivationsfaktorer og måder at opnå personlig vækst og tilfredshed.

### Objektrelationsteori
Denne tilgang blev udviklet af psykoanalytikere som Melanie Klein, Donald Winnicott og Ronald Fairbairn og fokuserer på individets tidlige relationer og deres indflydelse på personlighedsdannelse og interpersonelle relationer. Terapeuten hjælper klienten med at udforske og forstå de internaliserede objekter og deres påvirkning på selvopfattelse og relationer.

### Egopsykologi
Ego-psykologi blev udviklet af psykoanalytikere som Anna Freud, Heinz Hartmann og Erik Erikson, fokuserer på styrkelsen og funktionen af egoet og dets rolle i at håndtere krav fra id, superego og den ydre verden. Terapeuten hjælper klienten med at forbedre egoets funktioner og evner til at navigere i hverdagslivet og relationer.

### Selvpsykologi
Selvpsykologi er en tilgang, der blev udviklet af den østrigske psykoanalytiker Heinz Kohut. Det er en del af den bredere skole inden for psykoanalysen og regnes som en af de moderne retninger inden for dybdepsykologi. Selvpsykologi fokuserer på forståelsen af selvets udvikling og funktioner og betragter sundhed som en tilstand, hvor selvets struktur og integritet er bevaret. Centralt i selvpsykologi er Kohuts koncepter om selvobjekter og selvobjektrelationer.

### Daseinsanalyse
Daseinsanalyse er en tilgang, som blev udviklet af den tyske psykiater Ludwig Binswanger. Han blev stærkt påvirket af den psykoanalytiske teori og især af Sigmund Freuds ideer om det ubevidste sind. Han forsøgte at forene disse to tilgange ved at indarbejde forståelsen af det ubevidste i en eksistentiel ramme. Binswanger anvendte begreber fra psykoanalysen, såsom forsvarsmekanismer og symboler, til at udforske det ubevidste inden for en eksistentiel ramme. Han mente, at det ubevidste spillede en central rolle i individets forståelse af deres eksistens og personlige udvikling.

### Eksistentiel psykoanalyse
R.D. Laing, eller Ronald David Laing var en skotsk psykiater og forfatter, der var en af de centrale figurer inden for den eksistentielle psykoanalyse, som kombinerede eksistentiel filosofi med psykoanalytisk teori. Laing argumenterede for, at psykiske lidelser kunne være resultatet af dysfunktionelle familiemønstre og sociale forhold. Han var især interesseret i de dynamikker, der opstår i familiesystemet og deres indvirkning på individets psykologiske velbefindende. Laing fremhævede vigtigheden af autenticitet og eksistentiel frihed som nøgler til psykisk sundhed. Han opfordrede til en ægte og autentisk eksistens, hvor individet lever i overensstemmelse med deres dybeste værdier og behov.

### Lacaniansk psykoanalyse
Lacaniansk psykoanalyse er en tilgang til psykoanalyse, der er baseret på teorierne fra den franske psykoanalytiker Jacques Lacan. Lacan var en af de mest indflydelsesrige figurer inden for psykoanalysen i det 20. århundrede og udviklede en dyb og kompleks teoretisk ramme, der har haft betydelig indflydelse på moderne psykoanalytisk tænkning. Ligesom andre former for dybdepsykologi undersøger Lacaniansk psykoanalyse ubevidste processer og symboler, men det bringer også unikke perspektiver og koncepter ind i analysen, såsom sprogets rolle, symbolisk struktur og begærs dynamik. Lacaniansk psykoanalyse ser på individets subjektivitet som konstrueret gennem symbolske repræsentationer og sprog, hvilket giver en særlig vinkel på forståelsen af det ubevidste og psykisk udvikling.

### Transaktionsanalyse
Udviklet af Eric Berne og fokuserer på sociale transaktioner, kommunikationsmønstre og de tre ego-tilstande: Forældre, Voksen og Barn. Terapeuten hjælper klienten med at identificere og forstå deres ego-tilstande og interpersonelle dynamikker, samt at opbygge sunde og produktive relationer.

### Transpersonlig psykologi
Denne tilgang er baseret på idéer fra psykologi, filosofi og spiritualitet og fokuserer på at udforske de transcendente aspekter af den menneskelige oplevelse, såsom mystiske erfaringer, åndelighed og selvrealisering. Terapeuten hjælper klienten med at integrere disse aspekter i deres personlige udvikling og søgen efter mening.

## Centrale ideer

### Det ubevidste
En central idé i dybdepsykologien er, at meget af vores mentale liv foregår uden for vores bevidste opmærksomhed. Det ubevidste indeholder minder, impulser, drifter og følelser, som vi ikke er bevidste om, men som alligevel påvirker vores adfærd, tanker og følelser.

### Symboler
Dybdepsykologien betragter symboler som en vigtig del af den menneskelige psyke og oplevelse. Symboler findes i myter, religion, kunst og drømme og tjener som udtryk for dybere psykologiske og åndelige realiteter.
Eksempler på symbolske repræsentationer kan omfatte almindelige objekter som træer, vand eller dyr samt mere komplekse symboler fra myter, religion eller kunst. Forståelsen af symboler bidrager til vores forståelse af den menneskelige psyke og oplevelse og spiller en vigtig rolle i terapeutisk praksis og personlig udvikling. Symbolsk forståelse af myter er en tilgang til at tolke myter som kilder til dybdepsykologisk betydning.

### Arketyper
Arketyper er grundlæggende mønstre, symboler eller billeder, der findes i det kollektive ubevidste, ifølge Carl Jungs teori om analytisk psykologi. Da arketyperne repræsenterer fælles grundformer for handling, oplevelse og psyke, kommer de ikke kun til udtryk i personligheden. De manifesterer sig også i form af konkrete, menneskelige udtryk, såsom kultur, religion, myter og symboler. Eksempler på sådanne fællesmenneskelige grundformer kunne være arketyperne Den store moder, Den åndelige fader og Helten. Disse arketyper kan i følge Jung genfindes i alle kulturer, fordi de er almenmenneskeligt vigtige. Den store moder er udtryk for, at vi grundlæggende har brug for at knytte bånd, at give og modtage omsorg, Den åndelige fader, at vi har forbilleder og skal tilpasse os normer. Mens Helten symboliserer en selvstændiggørelse fra disse moder- og faderaspekter af almenmenneskelige vilkår.
Selvet, det afbalancerende og organiserende princip, der er målet for personlig udvikling ifølge dybdepsykologien, repræsenteres ved mandalaen, en symmetrisk figur ofte anskueliggjort som en cirkel eller et kvadrat.
De mest kendte arketyper er imidlertid de to arketype-par Persona/Skyggen og Anima/Animus.

#### Persona og Skyggen
Persona betyder på latin maske. Hos Jung er Persona den arketype, der repræsenterer den maske eller rolle, en person påtager sig i det sociale liv. Personaen er personlighedens officielle ansigt. Skyggen er modsat de sider af personligheden, man ikke vil vedgå sig. Jung mente, at der også lå positive elementer i Skyggen: de kreative, ikke-konforme sider af personligheden. At udvikle et Selv indebærer således også at komme overens med Skyggen – skyggesiderne i personligheden.

#### Anima og Animus
Anima er arketypen for det kvindelige i personligheden, mens animusarketypen repræsenterer det mandlige. Hos kvinder er det primært anima, der præger personligheden, mens animus er mere tilbagetrukket, omvendt hos mænd. Jung forklarede forelskelse med udgangspunkt i anima/animus-parret. Ubalancen mellem anima og animus hos mænd og kvinder tiltrækker dem mod hinanden. I forelskelsen afbalanceres forholdet mellem anima og animus, og personligheden bliver hel.

## Dybdepsykologiens betydning
Dybdepsykologien har haft en betydelig indflydelse på både akademisk psykologi og populærkultur. Dybdepsykologien har generelt bidraget til en dybere forståelse af den menneskelige psyke, herunder kompleksiteten af bevidsthed, ubevidste processer, personlighedsstruktur og udvikling.
Terapeutiske tilgange, der er baseret på dybdepsykologiske principper, såsom psykoanalyse, jungiansk analyse og objektrelationsteori, har haft stor indflydelse på klinisk praksis. Disse tilgange har bidraget til at behandle psykiske lidelser, forbedre individets selvindsigt og styrke personlige relationer.
Dybdepsykologiens begreber og ideer er blevet udbredt i populærkulturen gennem film, litteratur, kunst og medier. Arketypiske temaer, symbolske motiver og psykologiske konflikter, der stammer fra dybdepsykologien, er blevet hyppigt udforsket i kunstneriske værker og fortællinger.
Selv om Jungs teorier fylder mindre inden for main-stream-psykologien, har hans arbejde stadig stor indflydelse. Ikke mindst begrebet arketyper stor gennemslagskraft, blandt andet inden for litteraturanalyse. Dybdepsykologiens fokus har også gjort den populær inden for mange moderne terapiretninger.